# TuS Appen
Der Turn- und Sportverein Appen von 1947 e. V. ist ein deutscher Sportverein mit Sitz in der schleswig-holsteinischen Gemeinde Appen innerhalb des Kreises Pinneberg. Der Verein ist hauptsächlich bekannt durch seine Frauenfußball-Mannschaft, die von 1993 bis 1996 in der zu jener Zeit zweitklassigen Oberliga Nord/Regionalliga Nord spielte.

## Frauenfußball
Der ersten Frauen-Mannschaft gelang es zur Saison 1993/94 in die zweitklassige Oberliga Nord aufzusteigen. Am Ende der Saison landete das Team mit 6:38 Punkten nur auf dem letzten Platz. Durch Verzicht des SC Poppenbüttel verblieb man in der Liga. Nach der Folgesaison 1994/95 – die Liga war inzwischen in Regionalliga Nord umbenannt worden – konnte man dann sportlich aus eigener Kraft mit 20:25 Punkten über den 9. Platz den Abstieg verhindern. Nach der Einführung der 3-Punkte-Regel platzierte sich die Mannschaft am Ende der Spielzeit 1995/96 mit 24 Punkten auf dem sechsten Platz. Jedoch zog der Verein die Mannschaft am Ende zurück.
In der Saison 2003/04 spielte die Mannschaft nun in der Landesliga Hamburg. Am Ende der Runde 2005/06 stieg man hier als Vorletzter in die Bezirksliga ab. Mit 32 Punkten gelang hier am Ende der Folgesaison die direkte Meisterschaft.
Erst zur Saison 2008/09 nahm das Team erstmals an der Verbandsliga teil. Es ging als Tabellenletzter ab der Folgesaison 2009/10 in der Landesliga wieder weiter. Hier schaffte man nur knapp den Klassenerhalt. Mit lediglich sechs Punkten folgte nach der Runde 2010/11 der nächste Abstieg. In der Bezirksliga kehrte man zur Spielzeit 2014/15 erstmals wieder in die Landesliga zurück. Hier gelang mit 40 Punkten nach der darauffolgenden Spielzeit über den zweiten Platz ein weiterer Aufstieg.
Seit gut zehn Jahren erstmals wieder in der Verbandsliga, konnte man sich im Mittelfeld behaupten. Nach der Saison 2017/18 stieg man jedoch aus der mittlerweile Oberliga Hamburg heißenden Liga, wieder ab. So spielt die Mannschaft bis heute (Stand 12/2022) weiter in der Landesliga.